# 穆瓦东拉里维耶尔
穆瓦东拉里维耶尔（法語：Moisdon-la-Rivière，法語發音：[mwadɔ̃ la ʁivjɛʁ] ⓘ）是法国大西洋卢瓦尔省的一个市镇，位于该省东北部，属于沙托布里扬-昂斯尼区。

## 地理
穆瓦东拉里维耶尔（47°37'17"N, 1°22'20"W）面积50.43 平方千米，位于法国卢瓦尔河地区大区大西洋卢瓦尔省，该省份为法国西北部沿海省份，位于布列塔尼半岛东南部，北起伊勒-维莱讷省，西北接莫尔比昂省，西临大西洋，南至旺代省，东临曼恩-卢瓦尔省。
与穆瓦东拉里维耶尔接壤的市镇（或旧市镇、城区）包括：埃尔布赖、大欧韦内、伊塞、卢伊费尔、布列塔尼地区拉梅耶赖、小欧韦内。

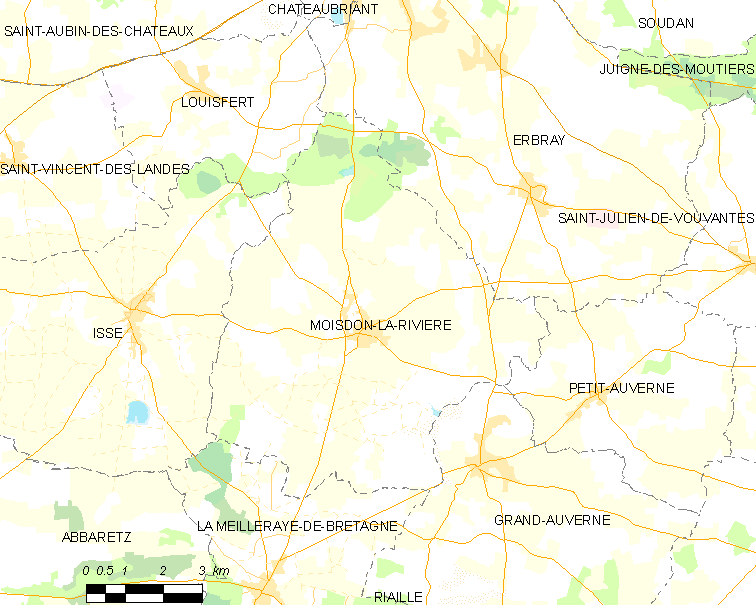
穆瓦东拉里维耶尔的OSM定位图

穆瓦东拉里维耶尔的时区为UTC+01:00、UTC+02:00（夏令时）。

## 行政
穆瓦东拉里维耶尔的邮政编码为44520，INSEE市镇编码为44099。

## 政治
穆瓦东拉里维耶尔所属的省级选区为沙托布里扬县。

## 人口

1962-2008年间穆瓦东拉里维耶尔人口变化图示

穆瓦东拉里维耶尔于2022年1月1日时的人口数量为1964人。